# Astragalus hornii
Astragalus hornii es una especie de planta del género Astragalus, de la familia de las leguminosas, orden Fabales.

## Distribución
Astragalus hornii se distribuye por Estados Unidos.

## Taxonomía
Fue descrita científicamente por A. Gray. Fue publicada en Proc. Amer. Acad. Arts 7: 398 (1868).